# ディスペンセーション主義
ディスペンセーション主義（ディスペンセーションしゅぎ、英: Dispensationalism）は、神の人類に対する取り扱いの歴史（救済史）が、七つの時期に分割されるとするキリスト教神学上の思想。この名称の由来は、救済史における一連の「dispensation（経綸、天啓法）」についての理解から来ている。契約時期分割主義、天啓史観、経綸主義とも言われる。ディスペンセーション主義と対極をなす見解に契約神学がある。

## 特徴
- 神の計画における、イスラエルと教会の分離。イスラエルは地上的神権政治的存在であり、教会は霊的普遍的存在になると考える。
- 旧約聖書の文字通りの解釈に基づいている。
- 教会の時代は、来るべきユダヤ的千年王国との間に、挟まれた挿入であり、旧約聖書に預言によって示されていた奥義であると考える。千年王国の到来によって、地上より教会は取り除かれると考える。
- パレスチナの相続、神殿の復興、ダビデ王朝における異邦人世界の統治など、イスラエルに関する旧約聖書の預言が文字通り成就すると考える。
- ヨハネの黙示録、福音書の終末に関する記述は、全て教会に関する終末論ではなく、イスラエルに対する神の計画としての終末論と考える。

## 七つの契約時期
ディスペンセーション神学が主張する、七つの契約時期

### 1.無垢の時代
天地創造からアダムとエバのエデンの園追放までの時代。
人間は無垢の状態で創造された。しかし、罪を犯した結果、霊的な死、罪の知識、神からの交わりの喪失がもたらされ、エデンの園からアダムとエバが追放された時にこの時代は終わった。

### 2.良心の時代
創世記3章7節から8章19節までの洪水の前までの時代。
善悪を知るようになった人間は、自分の良心に基づいて生きるように、与えられていた神の知識に基づいて生きるように要求されていた。しかし、人間の邪悪さが極まったので、神は洪水によって人間を滅ぼすことになった。

### 3.人間による統治の時代
洪水後から、神が人間を地の前面に散らされるまでの時代。
人間は肉を食べることが許されるなど、それまでとは違った、生活が始まった。人間が神の権威に対抗して、バベルの塔を建てたことによって、神は人間の言語を混乱させて、人間の文明は散り散りにされた。

### 4.約束の時代
アブラハムの召しから、モーセに律法が与えられた時までの時代。
このディスペンセーションはイスラエル人だけのもので、異邦人は前の時代のままである。イスラエルにはアブラハムに啓示された、神の約束を信じる責任が与えられた。

### 5.律法の時代
モーセの律法が与えられた時から、ペンテコステまでの時代。
この時代、イスラエルの民はモーセの律法に支配されていた。神の祝福は、イスラエル人が律法に服従することを条件にしていた。しかし、民は律法を破り、偶像礼拝を行ったために、イスラエル王国は二つに分裂して、北イスラエル王国はアッシリアに、南ユダ王国は新バビロニアへ捕囚になった。さらに、イスラエルはメシヤとしてこられたキリストを拒絶したので、神のさばきをもたらし、エルサレムは崩壊して、イスラエルの民は全世界に離散した。

### 6.恵みの時代
キリストの死と復活から始まって、現在も継続しており、携挙で終わる時代。
この時代には、人間に課せられた責任は、キリストを受け入れ、聖霊に導かれて歩むことである。救いは信仰のみによることが明白にされた時代である。
恵みの時代はパウロが書簡を書き始めた時から始まったとする、ウルトラ・ディスペンセーション主義と呼ばれる立場もある。

### 7.御国の時代
キリストの再臨をもって始まる時代、地上における人間生活最後の千年間の時代。
この時代に、ダビデに約束された御国が建てられる。イスラエル国が回復して、回心する、千年の間、国々の長、また、祭司の国として復活する。御国の時代における人間の責任は、主としてキリストに服従することである。この時代は、サタンが縛られ、悪霊どもの活動が阻止される。

## 重要性
高木慶太によると、ディスペンセーションの重要性は、聖書を適用する際に必要性があると主張する。例えば、
今の信仰者に対しては、恵みの時代に生きる者に対して書かれた部分だけを直接適用すべきであり、他の時代に人々にあてて書かれた部分は、霊的教訓や原則を学ぶことはできても、それを直接引用することはできない。旧約聖書の教えがわれわれに当てはまると考えたり、キリストが公生涯で言われたことは、「律法の時代」の教えであり、すべて恵みの時代に当てはまるということは間違った聖書解釈であると主張する。また、キリストが「悔い改めて、契約の民として御国にふさわしい生き方をせよ」（マタイ10:5-7,15:24）といわれたのは、「御国の福音」であり、「恵みの福音」とは区別される。

## 歴史

### パウロの記述
使徒パウロは,自分自身の使徒性を弁明する際に、自分自身を「異邦人のための使徒」と呼んでいた。 あるディスペンセーション主義者はこのことがディスペンセーション主義の根拠であるとしている。また、ディスペンセーション（天啓法）の用語もパウロにさかのぼることができる。なぜなら、パウロは書簡の中で、ディスペンセーションという用語は最初に使われているからである。 
- "dispensation of the gospel" (第一コリント 9章17節)
- "dispensation of the fulness of times" (エペソ人への手紙 1章10節)
- "dispensation of the grace of God" (エペソ 3章2節)[注 1]

### 19世紀イギリス
19世紀のイギリスではディスペンセーションの神学が洗練され、各地に広がり始めた。その端緒を開いたのが、エドワード・アーヴィング（1792年 - 1834年）である。彼は、イエズス会士マヌエル・ラクンザの預言解釈を積極的に吸収し、預言についての持論を多数著した。またアーヴィングは、預言集会（prophecy conferences）を組織するなどして、黙示的講解の普及に努めた。
そしてアーヴィングの解釈はプリマス・ブレザレンの人たちに受け入れられ、ジョン・ネルスン・ダービ（1800年-1882年）が、その有力な推進者となった。彼は再臨が二つの段階からなると考えた。第一は、聖徒たちの携挙で、患難期が地上を荒廃させる前に、教会が携挙されるという説。（患難前携挙説）第二段階は、患難期の後で、キリストは聖徒たちと一緒に見える状態で地上に現れ、彼らと共に支配されるという考えである。神の救いの計画は、一件の聖約期に分割して理解されるべきであることを強調した。
なお、ディスペンセーション主義にとって千年期前再臨説は不可欠の要素であるが、千年期前再臨説がディスペンセーションに必然的に結びつくわけではないので、ディスペンセーション主義を採用せずに千年期前再臨説を主張する神学者も、イギリスでは多数いた。

### 19世紀アメリカ
南北戦争以降のアメリカでは、ディスペンセーションの考え方が急速に広まっていった。ブレザレンの伝道者ヘンリ・モアハウス、ブラックストン、L・S・シェイファー、C・I・スコフィールドなどが推進した。特に、C・I・スコフィールドの『スコフィールド引照・注解付き聖書』がこの神学の普及に大きな役割を果たした。ムーディー聖書学院、ダラス神学校、グレイス神学校などがこの神学に基づいて教育を行い、ディスペンセーション神学を支持する教職者を多数輩出した。

### 20世紀
- 多くのディスペンセーション主義者は、1948年5月14日のイスラエル国の建国を、旧約聖書のディスペンセーションの成就として理解した。
- 近年のディスペンセーション主義者は、イスラエルと教会の区別を緩める傾向にある[3]。

### 20世紀日本
- ムーディー聖書学院に学び、W.ブラックストンの著書を日本に紹介したホーリネス教会の監督中田重治らが1919年再臨運動で盛んに主張した。1933年のホーリネス・リバイバルの時に、中田らはすぐに再臨が来る可能性を主張した。そして、1933年にディスペンセーションと日ユ同祖論に結びつけた神学を主張したことによりホーリネス教会の分裂を引き起こした。中田の流れを継ぐ、基督兄弟団、基督聖協団は今日もその神学を主張している。
- 戦後はいのちのことば社、聖書図書刊行会がディスペンセーションのL.S.シェイファー、A.T.リード、ハル・リンゼイなどの神学者の著作を多数紹介して、日本の福音派にはディスペンセーション主義が広く浸透した。20世紀末には再臨が起こる可能性を主張した人々もいた。
- 日本人でのディスペンセーションの主な推進者に高木慶太がいる。『近づいている人類の破局』『これからの世界情勢と聖書の預言』などの著書によって、ディスペンセーション主義の預言の解釈を広めた。
- 1995年、ウィットネス・リーによる、ディスペンセーション主義の脚注がついた新約聖書「回復訳聖書」が、日本福音書房より翻訳出版された。この聖書では、ディスペンセーション主義のエコノミー（経綸）による聖書解釈がなされている。

### 21世紀日本
- ディスペンセーション主義の歴史観に基づく近未来小説『レフトビハインド』シリーズ（ティム・ラヘイ）が、いのちのことば社より翻訳出版され話題を呼んだ。